# Bury (Oise)
 Bury  es una población y comuna francesa, en la región de Picardía, departamento de Oise, en el distrito de Clermont y cantón de Mouy.

## Demografía
| 2139 | 2540 | 2662 | 2657 | 2822 | 2891 |
| Para los censos de 1962 a 1999 la población legal corresponde a la población sin duplicidades (Fuente: INSEE [Consultar]) |      |      |      |      |      |